# صفحه ۳ (فیلم)
«صفحه ۳» (انگلیسی: Page 3) یک فیلم است که در سال ۲۰۰۵ منتشر شد. از بازیگران آن می‌توان به بومان ایرانی اشاره کرد.